# Медаль «За заслуги, оказанные в войске»
Медаль «За заслуги, оказанные в войске» — медаль Российской империи, учреждена по указу Екатерины II в 1771 году для участников военного похода по Днепру и Чёрному морю и боевого рейда за Дунай. Медаль отчеканена в 1773 году из серебра. Всего было изготовлено около 1000 медалей. Инициатором выпуска медали был П. А. Румянцев. На медали изображён портрет Екатерины II и надпись: «За оказанные въ войске заслуги». Медали носилась на Андреевской ленте.

## См.также
- Вейсман фон Вейсенштейн, Отто Адольф
- П. А. Румянцев